# Evangelos Konstantinou
Evangelos Konstantinou (griechisch Ευάγγελος Κωνσταντίνου, * 6. Dezember 1933 in Askri bei Theben; † 5. April 2015 in Würzburg) war ein deutsch-griechischer Byzantinist.
Evangelos Konstantinou studierte von 1952 bis 1957 orthodoxe Theologie an der Universität Athen und von 1960 bis 1964 Byzantinistik und Philosophie an der Freien Universität Berlin. Dort wurde er 1963 mit dem Thema Die Tugendlehre Gregors von Nyssa im Verhältnis zu der antik-philosophischen und jüdisch-christlichen Tradition promoviert. Von 1964 bis 1966 war er Stipendiat der Alexander-von-Humboldt-Stiftung. Im Jahr 1971 erfolgte die Habilitation an der Universität Würzburg in den Fächern Byzantinistik und Neugriechische Philologie. Er war Professor für diese Fächer an derselben Universität und befand sich seit 1998 im Ruhestand. Von 2002 bis zu seinem Tod war er Ordentliches Mitglied der Europäischen Akademie der Wissenschaften und Künste in Salzburg.

## Schriften (Auswahl)
Monografien
- Die Tugendlehre Gregors von Nyssa im Verhältnis zu der antik-philosophischen und jüdisch-christlichen Tradition (= Das östliche Christentum. Abhandlungen. Neue Folge, 17). Augustinus-Verlag, Würzburg 1966 (Zugleich: Berlin, Freie Universität, Dissertation, 1963).

Herausgeberschaften
- Ausdrucksformen des europäischen und internationalen Philhellenismus vom 17. – 19. Jahrhundert (= Philhellenische Studien. Wissenschaftliche Reihe zur Erforschung des europäischen Philhellenismus in Geschichte und Gegenwart. Bd.  13). Lang, Frankfurt am Main u. a. 2007, ISBN 3-631-56729-4.
- Ägäis und Europa. (= Philhellenische Studien. Wissenschaftliche Reihe zur Erforschung des europäischen Philhellenismus in Geschichte und Gegenwart. Bd. 11). Lang, Frankfurt am Main u. a. 2005, ISBN 3-631-54485-5.
- Byzantinische Stoffe und Motive in der europäischen Literatur des 19. und 20. Jahrhunderts (= Philhellenische Studien. Wissenschaftliche Reihe zur Erforschung des europäischen Philhellenismus in Geschichte und Gegenwart. Bd. 6). Lang, Frankfurt am Main u. a. 1998, ISBN 3-631-30813-2.
- Byzanz und das Abendland im 10. und 11. Jahrhundert. Böhlau, Köln u. a. 1997, ISBN 3-412-13595-X.
- Antike griechische Motive in der heutigen europäischen Literatur (= Philhellenische Studien. Wissenschaftliche Reihe zur Erforschung des europäischen Philhellenismus in Geschichte und Gegenwart. Bd. 4). Lang, Frankfurt am Main u. a. 1995, ISBN 3-631-48200-0.
- Die europäische philhellenische Literatur bis zur 1. Hälfte des 19. Jahrhunderts (= Philhellenische Studien. Wissenschaftliche Reihe zur Erforschung des europäischen Philhellenismus in Geschichte und Gegenwart. Bd. 2). Lang, Frankfurt am Main u. a. 1992, ISBN 3-631-43909-1.
- Leben und Werk der byzantinischen Slavenapostel Methodios und Kyrillos. Beiträge eines Symposions der Griechisch-Deutschen Initiative Würzburg im Wasserschloss Mitwitz vom 25. – 27. Juli 1985 zum Gedenken an den 1100. Todestag des Hl. Methodios. Vier-Türme-Verlag, Münsterschwarzach 1991, ISBN 3-87868-437-1.